# Pazifikboa
Die Pazifik-Boa (Candoia carinata) ist eine Art aus der Familie der Boas, die auf einer Reihe von pazifischen Inseln in zwei Unterarten vorkommt. Das Artepitheton carinata (lat. „gekielt“) verweist auf die deutlich gekielten Rumpfschuppen.

## Merkmale
Pazifik-Boas sind relativ kleine Riesenschlangen, die eine Körperlänge von 60 bis 75 cm und nur in Ausnahmefällen über einem Meter erreichen. Die Nominatunterart C. carinata carinata besitzt einen länglichen, deutlich vom Hals abgesetzten Kopf und einen schlanken Körper mit gut ausgebildetem Greifschwanz. C. carinata paulsoni ist stämmiger gebaut mit kurzem, wuchtigem Kopf und kurzem Schwanz. Die Grundfärbung ist sehr variabel und reicht von verschiedenen Grau- und Brauntönen über rötliche und orange Färbungen bis hin zu porzellanfarben. Dunklere, unregelmäßige Flecken bilden ein vollständiges oder unvollständiges Zickzackmuster auf der Rückenseite. Die Bauchseite ist gelblich mit dunkleren Flecken.
Die Männchen weisen verlängerte Aftersporne auf, die bei den Weibchen vollständig fehlen können.

## Vorkommen und Lebensraum
C. carinata carinata kommt auf Palau, den Riau-Inseln, Sulawesi, den Molukken, Neuguinea und den umliegenden Inseln, dem Bismarck-Archipel und Tokelau vor. C. carinata paulsoni findet sich auf einigen Inseln Indonesiens, den Salomonen, den Santa-Cruz-Inseln, Sulawesi, Halmahera und Südost-Papua-Neuguinea.
Die Art besiedelt verschiedene Lebensräume, von Regenwäldern über Höhlen und Kulturland in Höhenlagen bis etwa 1 500 Metern und tritt teilweise als Kulturfolger in menschlichen Siedlungen auf.

## Lebensweise
Pazifikboas sind weitgehend nachtaktiv. C. carinata carinata ist vorwiegend baumbewohnend, während C. carinata paulsoni an eine terrestrische Lebensweise angepasst ist. Als Beutetiere werden bevorzugt Echsen und Frösche, seltener auch kleine Säugetiere gefangen.
Die Männchen führen während der Paarung Kommentkämpfe aus. Die Wurfgröße liegt bei C. carinata carinata bei meist sechs oder weniger Jungen, während C. carinata paulsoni Würfe von 40 bis 60 oder mehr Jungtieren hervorbringt.